# Areala drag
Areala drag är språkdrag som språk i ett visst geografiskt område delar trots att de inte är genetiskt besläktade. Det kan vara omtvistat om ett språkdrag är arealt eller beror på släktskap mellan språken, se till exempel artikeln om sinotibetanska språk.

## Exempel
Följande tabell ger några prov på areala drag.
| språkdrag              | område     | hänvisning |
| ---------------------- | ---------- | ---------- |
| avsaknad av frikativor | Australien | [ 1 ]      |
| ordton                 | Ostasien   | [ 1 ]      |